# Вила (Перуђа)
Вила је насеље у Италији у округу Перуђа, региону Умбрија.
Према процени из 2011. у насељу је живело 76 становника. Насеље се налази на надморској висини од 243 м.